# 6202 Georgemiley
6202 Georgemiley è un asteroide della fascia principale. Scoperto nel 1971, presenta un'orbita caratterizzata da un semiasse maggiore pari a 2,3254000 UA e da un'eccentricità di 0,2179043, inclinata di 1,55489° rispetto all'eclittica.